# Article 5 du code civil français
L’article 5 du code civil français est un texte juridique français promulgué en 1804, lors de la promulgation du code civil français.
Ce texte légal, toujours applicable à l'heure actuelle, énonce : « Il est défendu aux juges de prononcer par voie de disposition générale et réglementaire sur les causes qui leur sont soumises. ».

## Explication et portée du texte
L'article 5 prohibe les « arrêts de règlement ».
En cela, il s'oppose frontalement à la pratique des parlements de l’Ancien régime. Chaque province, lors de son rattachement au royaume de France, obtenait la faculté de conserver son droit coutumier et son parlement local.
Ainsi le parlement de Provence (Aix-en-Provence), celui de Bretagne (Rennes), celui d'Aquitaine (Bordeaux), celui de Bourgogne (Dijon), etc., avaient reçu le droit, lors du rattachement de la province au royaume, de maintenir les coutumes provençales, bretonnes, aquitaines, bourguignonnes, etc., et de n'entériner les édits du roi de France qu'après une procédure d'enregistrement, qui parfois pouvait durer des années. Le Parlement disposait aussi d'un droit de remontrance par lequel il pouvait critiquer le droit royal et refuser d'appliquer des édits royaux.
Le roi de France ne pouvait « casser » (c'est-à-dire censurer, infirmer) les coutumes locales contraires à ses édits et faire échec aux remontrances que par un lit de justice au cours duquel il venait en personne, ou du moins son Garde des sceaux, pour imposer la norme juridique royale.
En 1789, lorsque la Révolution commence, les Révolutionnaires entendent détruire les coutumes locales au nom du principe de l'unité de la République : le seul pouvoir est le pouvoir politique national et le seul droit légitime est celui qui est débattu et voté par les représentants de la Nation (Assemblée constituante, Assemblée législative, Convention nationale, Conseil des Anciens et Conseil des Cinq Cents). Les parlements sont supprimés, remplacés par des cours d'appel supervisées par un Tribunal de cassation (ultérieurement renommé Cour de cassation) et les magistrats perdent leurs offices achetés ou transmis de père en fils, remplacés par des magistrats ayant un statut d'élus (1789-1799) puis de fonctionnaires. Le pouvoir judiciaire est supprimé, remplacé par une simple autorité parmi d'autres (autorité judiciaire, autorité militaire, autorité religieuse, autorité médicale, autorité éducative, etc.).
L'article 5 du code civil est donc une « arme de guerre », selon la formule du doyen Esmein (in Éléments de droit constitutionnel français et comparé, 1899), de la Révolution française contre les survivances de l'Ancien régime : les magistrats, désormais élus ou fonctionnarisés, ne peuvent pas écarter le droit voté par les représentants de la Nation et ne peuvent pas prononcer des « arrêts de règlements » qui feraient échec à ce droit national ou y apporter des exceptions, des dérogations ou des limitations. Le juge devient la « bouche de la loi » et ne peut qu'interpréter le droit, sans le créer.
L'article 5 interdit aussi à une juridiction de contraindre les autres juridictions, ultérieurement saisies de cas analogues, à reprendre la même solution. Il en découle que chaque juridiction rend des décisions individuelles à chaque cas et que ces décisions n'ont pas de portée normative à l'égard des autres juridictions.
L'article 5 du code civil n'a jamais été modifié depuis sa promulgation en 1804.

## Limitations du texte
L'article 5 du code est un texte général à valeur législative, si bien que des textes juridiques particuliers de valeur législative (et donc de valeur juridique identique) peuvent lui apporter des limitations ou des dérogations.
Ainsi, depuis 1991, les juridictions peuvent saisir la Cour de cassation afin qu'elle se prononce par avis sur des questions juridiques qui peuvent se poser dans un nombre important de cas (« saisine pour avis » : articles L. 441-1 et suivants du code de l'organisation judiciaire).
Par ailleurs, depuis le 1er mars 2010 (loi du 23 juillet 2008), les juridictions peuvent saisir, dans le cadre de la question prioritaire de constitutionnalité, et après un filtre exercé par la Cour de cassation et le Conseil d'État, le Conseil constitutionnel afin que cette juridiction se prononce de manière générale sur la conformité d'une disposition législative au bloc de constitutionnalité.

## Éléments de jurisprudence relatifs à l'article 5 du code civil
Selon un arrêt de la chambre sociale de la Cour de cassation du 27 février 1991, la référence à une décision rendue dans un litige différent de celui soumis à une juridiction ne peut jamais servir de fondement à la décision de cette dernière (autrement dit : la source du droit est légale, non jurisprudentielle).